# Горящая гора
Горящая гора (англ. Burning Mountain) — гора возле населённого пункта Винген, Новый Южный Уэльс, Австралия, расположенная в 200 км к северу от Сиднея, рядом с шоссе «Новая Англия» из Сиднея в Брисбен. Высота — 653 м. Своим названием гора обязана естественному процессу горения угольного пласта, проходящего под землёй через песчаник. Горящая гора входит в заповедник, который управляется местной службой национальных парков и дикой природы. Район горы также является наследием австралийских аборигенов.

## Подземный пожар
Пологая тропа длиной 3,5 км поднимается от парковки к месту, где из-под земли выходит дым и сера. Первые исследователи и поселенцы полагали, что этот дым имеет вулканическое происхождение, и Горящая гора примерно до 1830 года (по другим данным — до 1866 года) считалась единственным активным континентальным вулканом в Австралии.
До прихода европейцев в районе горы жило племя Wanaruah, из языка которых предположительно произошло название местного поселения — Wingen, что означает «огонь».
Угольный пласт в горе возгорелся естественным путём. Выгоревшая область простирается на северо-восток по крайней мере на 6,5 км от сегодняшнего места горения. На поверхности над выгоревшей зоной находится много небольших грабенов, возникших в результате подземных обвалов при выгорании угля, и трещин, через которые раньше выходили продукты горения. Расположенный в этих «трубах» плавленный песчаник содержит редкие высокотемпературные формы кварца. В настоящее время горение идёт в области площадью менее 100 м² на глубине около 30 м.
Скорость продвижения очага горения составляет примерно 1 м в год. Таким образом, если скорость горения угля была постоянной, то подземный пожар длится уже более 5,5—6 тыс. лет. Даже если скорость изменялась, то другие факторы также свидетельствуют о том, что пожар начался несколько тысяч лет назад. С 1828 по 2004 год пожар продвинулся на 150 м. Самовозгорание угля на поверхности и последующее прохождение огня через водоносный горизонт в условиях недостатка кислорода для поддержания горения кажется маловероятным, поэтому вероятной причиной возникновения данного феномена считается остаточная вулканическая активность .